# Prairie Wind
Prairie Wind är ett musikalbum med Neil Young från 2005. Young återvänder med albumet till det akustiska countryrock-soundet från tidigare succéer som Harvest och Harvest Moon.
Albumet spelades in i Nashville då Young drabbades av aneurysm och tvingades till operation. De två avslutande låtarna på albumet är skrivna efter operationen.

## Låtlista
Samtliga låtar skrivna av Neil Young.
1. "The Painter" - 4:36
2. "No Wonder" - 5:45
3. "Falling Off the Face of the Earth" - 3:35
4. "Far from Home" - 3:47
5. "It's a Dream" - 6:31
6. "Prairie Wind" - 7:34
7. "Here for You" - 4:32
8. "This Old Guitar" - 5:32
9. "He Was the King" - 6:08
10. "When God Made Me" - 4:05